# Yacimiento de Poduri-Dealul Ghindaru
El yacimiento de Poduri-Dealul Ghindaru es un sitio arqueológico del Calcolítico ubicado en el este de Rumanía, concretamente en la región de Moldavia Occidental y en el condado de Bacău. Este yacimiento es uno de los más antiguos de la cultura Cucuteni-Tripillia, la cual es una cultura neolítica que tuvo vigencia entre aproximadamente 5500 y 2750 a. C. en Europa oriental, en las actuales Rumania, Ucrania y Moldavia (Bejenaru, L., Bodi, G., Stanc, S., & Danu, M., 2018).
Es el yacimiento del período del calcolítico mayormente investigado de la parte oriental de los montes Cárpatos rumanos, además de ser el único yacimiento de tipo tell de toda la zona de la cultura tripoliana.

## Localización y Geología del Yacimiento
El sitio está localizado a 429 m s. n. m., más concretamente en una meseta de 30 m de altura y 1,2 ha de extensión, en la orilla derecha del río Tazlăul Sărat.
El sitio de Poduri-Dealul Ghindaru es único en la zona de la cultura de Cucuteni, debido a que es el único sitio de tipo tell de toda el área nord-oriental de Rumanía. El espesor del sedimento arqueológico es de más de 4,5 metros.

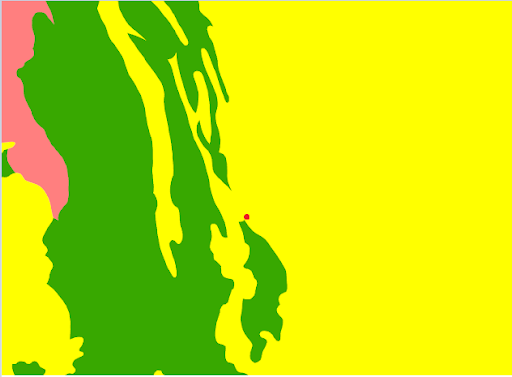
Situación geológica de Poduri-Dealul Ghindaru

El territorio de este yacimiento es posalpino: terciario y cuaternario, próximo a suelo de geología mesozoica (donde está el puntito rojo).
Influenciados por la plataforma de Moldavia Occidental, cerca del río Tazlăul Sărat, zona que es caracterizada por depósitos de sedimentos del Terciario y el Cuaternario. La composición del suelo:
- Sedimentos terciarios: arcillas margosas del Cretácico Superior y sedimentos deltaicos del Plioceno Tardío.

- Sedimentos cuaternarios: loess y till glacial .

El acceso a suelos ricos en materia orgánica, ideales para el cultivo de cereales y legumbres, además del acceso a arcillas, que son ideales para la cerámica y la construcción, nos indica el interés de la zona por este grupo calcolítico para asentarse. Esta zona es favorable al cultivo de cereales debido al feozem (Bodi G., Pîrnău R., Danu M., et al., 2013) qué es el suelo oscuro típico de esta región formado a partir de la acumulación de sedimentos no consolidados como el loess y el till glaciar.

## Cronología y dataciones
Este sitio arqueológico fue descubierto por Alexe Bujor en el año 1978. Entonces la investigación arqueológica de Poduri-Dealul Ghindaru comenzó el año siguiente, en 1979 y prosiguió hasta 1996 según las directrices del arqueólogo Dan Monah. Entre el año 2000 y 2007, hubo una gran excavación arqueológica dirigidas por los arqueólogos Dan Monah y Gheorghe Dumitroaia (Danu, M., Bodi, G., 2010).
Esta investigación reveló una estratigrafía mayor a 4 metros de altura y contiene elementos de las culturas Calcolíticas Precucuteni y Cucuteni, además de elementos de la Edad del Bronce temprano (Monah D, Dumitroaia G, Monah F, et al., 2003). Esto demuestra que este sitio fue ocupado y reocupado a lo largo de varios siglos.

### Fase Pre-Cucuteni
Se han identificado varias fases de ocupación, Las capas más antiguas de habitabilidad, correspondientes a las fases II y III de la cultura Precucuteni, están fechadas hacia el 5820 a. C. (4780-4619 cal. a. C.) según la datación de radiocarbono.

### Fase Cucuteni A
Los niveles de la fase Cucuteni A han sido mejor investigados, con al menos 8 capas de habitación fechadas entre 4665 y 4050 cal. a. C. (Monah D, Dumitroaia G, Monah F, et al., 2003).

### Fase Cucuteni AB
La fase Cucuteni AB tiene una cronología menos precisa, basada en algunos limitados hallazgos, con fechas aproximadas entre 4200 y 3700 cal. a. C. (Lazarovici, C.M., 2010). 

### Fase Cucuteni B
En cuanto a la fase Cucuteni B, se divide en dos subfases, B1 y B2 y, aunque solo se ha confirmado una capa habitacional para cada una, poseen una cronología general de entre 4000 y 3500 cal. a. C. (Lazarovici, C.M., 2010). 

### Edad del Bronce
Los niveles estratigráficos que se asocian con la Edad del Bronce, contienen hallazgos como una gran zanja rellena de forma intencionada y un anillo de piedra, relacionados con la cerámica de la Edad del Bronce Medio y Tardío (Dumitroaia G, Munteanu R, Preoteasa C, et al., 2009).

## Paleoecología

### Fauna
Entre la fauna encontrada en el yacimiento, se pueden contar un total de 27 especies (la única especie de ave sin embargo está sin identificar, la gran mayoría de ejemplares identificados son de mamíferos, el más grande de todos sería ejemplar de vaca (Bos Taurus), y el más pequeño la marta (Martes martes) (Oleniuc, F., 2010).

#### Animales domésticos
Si bien gran parte de estos restos no pertenecen a animales salvajes, si no a animales domésticos, además de la vaca encontramos una gran predominancia de la oveja (Ovis orientalis aries), la cabra (Capra hircus) y del cerdo (Sus domesticus), el porcentaje de estas especies domesticadas sobre el total de los restos aumenta con el paso del tiempo, pasando de un 85% en el calcolítico a un 92% durante la edad de bronce, lo cual implica que los seres humanos que habitaban aquí cada vez eran menos dependientes de las especies silvestres y que su impacto sobre el medio era ya muy distinto debido al desarrollo del sedentarismo y la domesticación(Oleniuc, F., 2010).

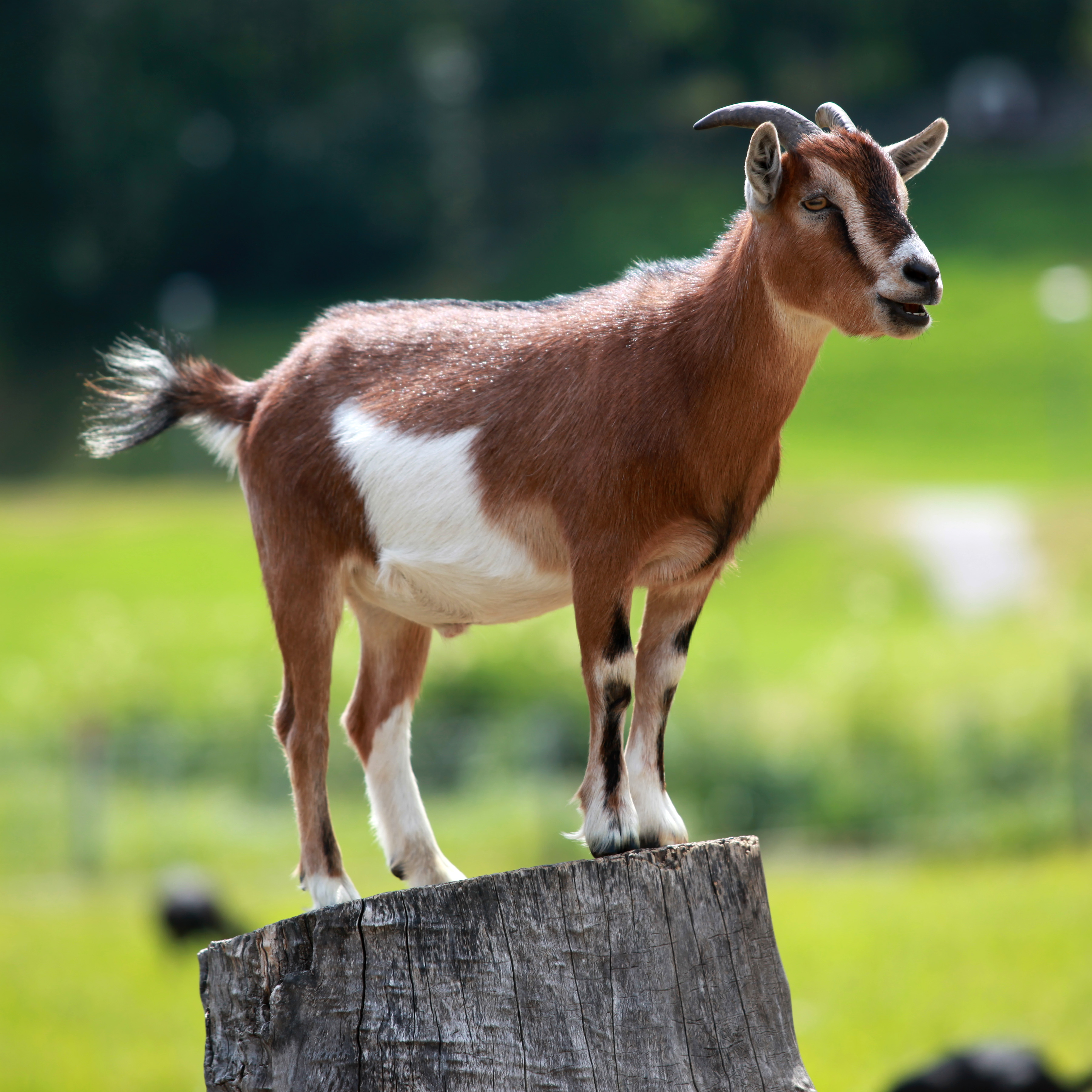
Capra aegagrus hircus

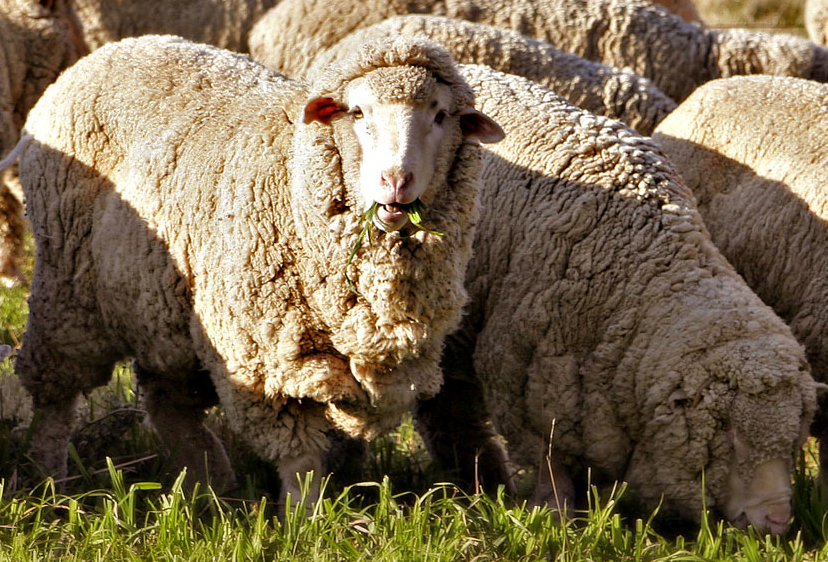
Ovis orientalis aries

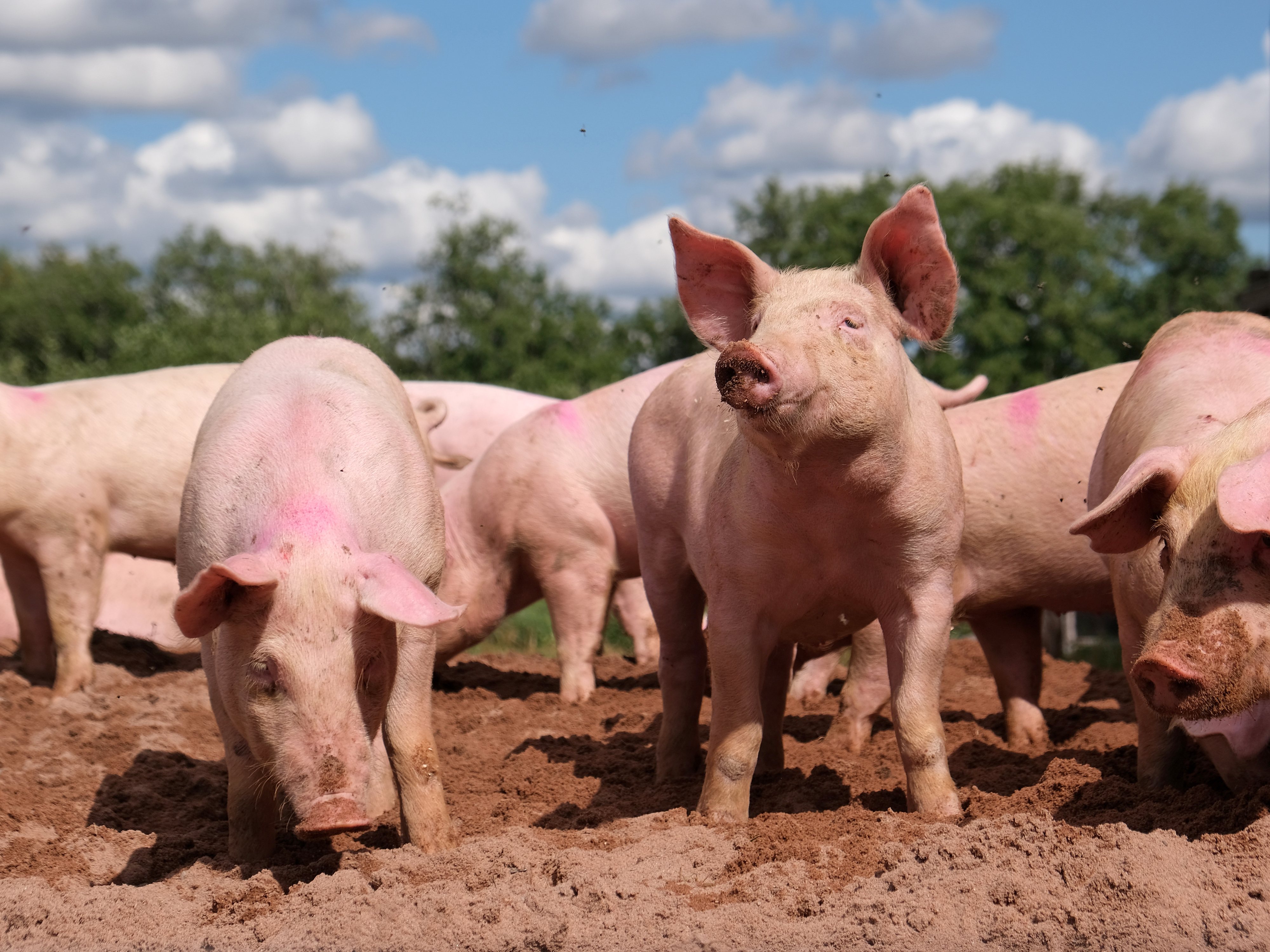
Sus scrofa domestica

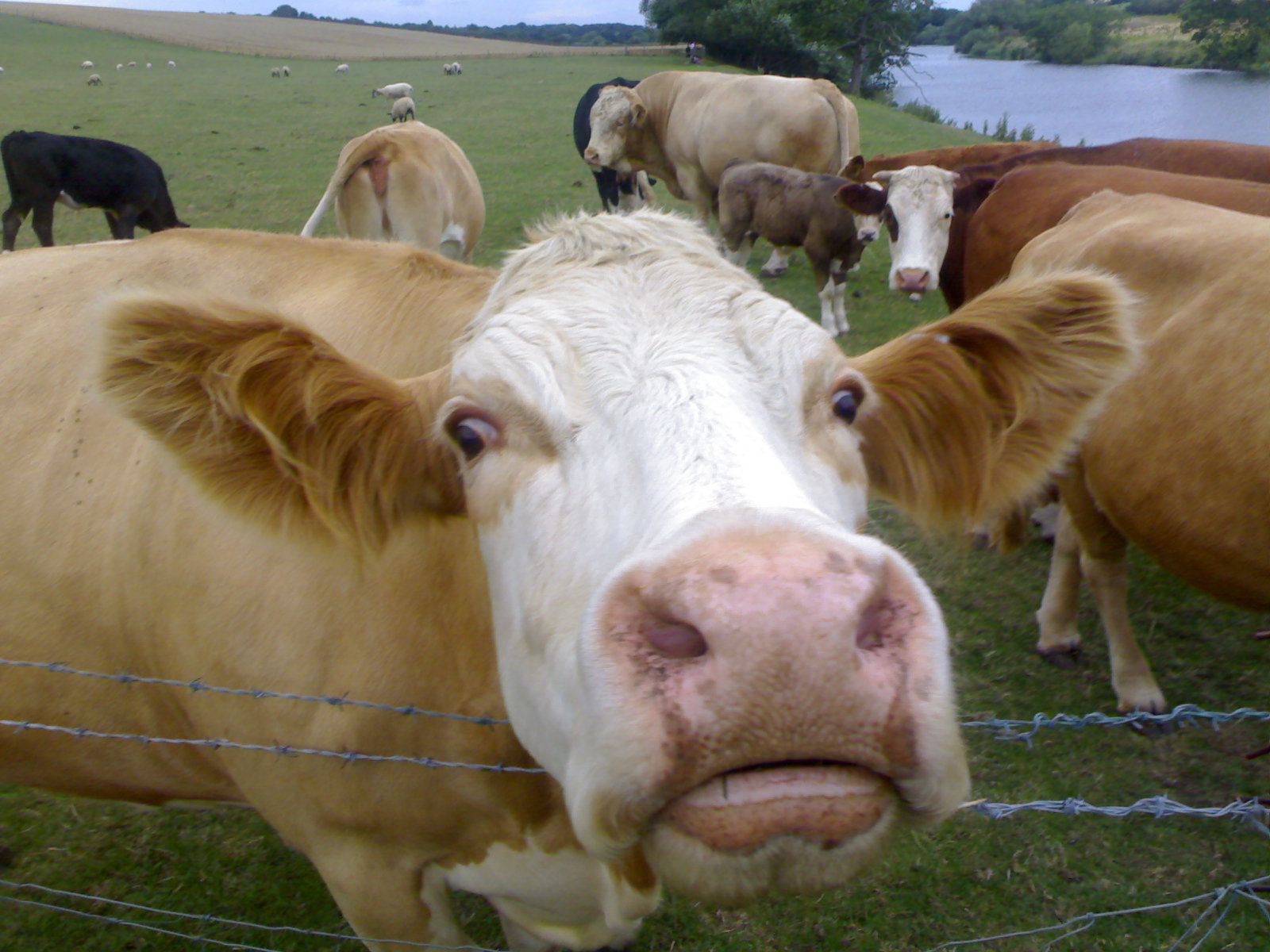
Bos taurus

#### Animales salvajes de tamaño medio
Otros restos llevados hasta la cueva mediante la caza nos indican la fauna presente en los alrededores de la Rumanía de esta época, por ejemplo encontramos el ciervo rojo (cervus elaphus), el jabalí (Sus scrofa) o el caballo (Equus ferus caballus), herbívoros muy comunes en Eurasia y que siguen siendo comunes aun a día de hoy en los ecosistemas europeos, tras estos grandes herbívoros, encontramos también restos de sus depredadores en el yacimiento, como el lobo gris (Canis lupus) y el oso pardo (Ursus arctos), muy característicos de los paleoambientes del holoceno europeo, este yacimiento nos muestra que se convirtieron en los depredadores principales tras la extinción de especies competidoras más grandes presentes en el pleistoceno (Bejenaru, L., 2014).

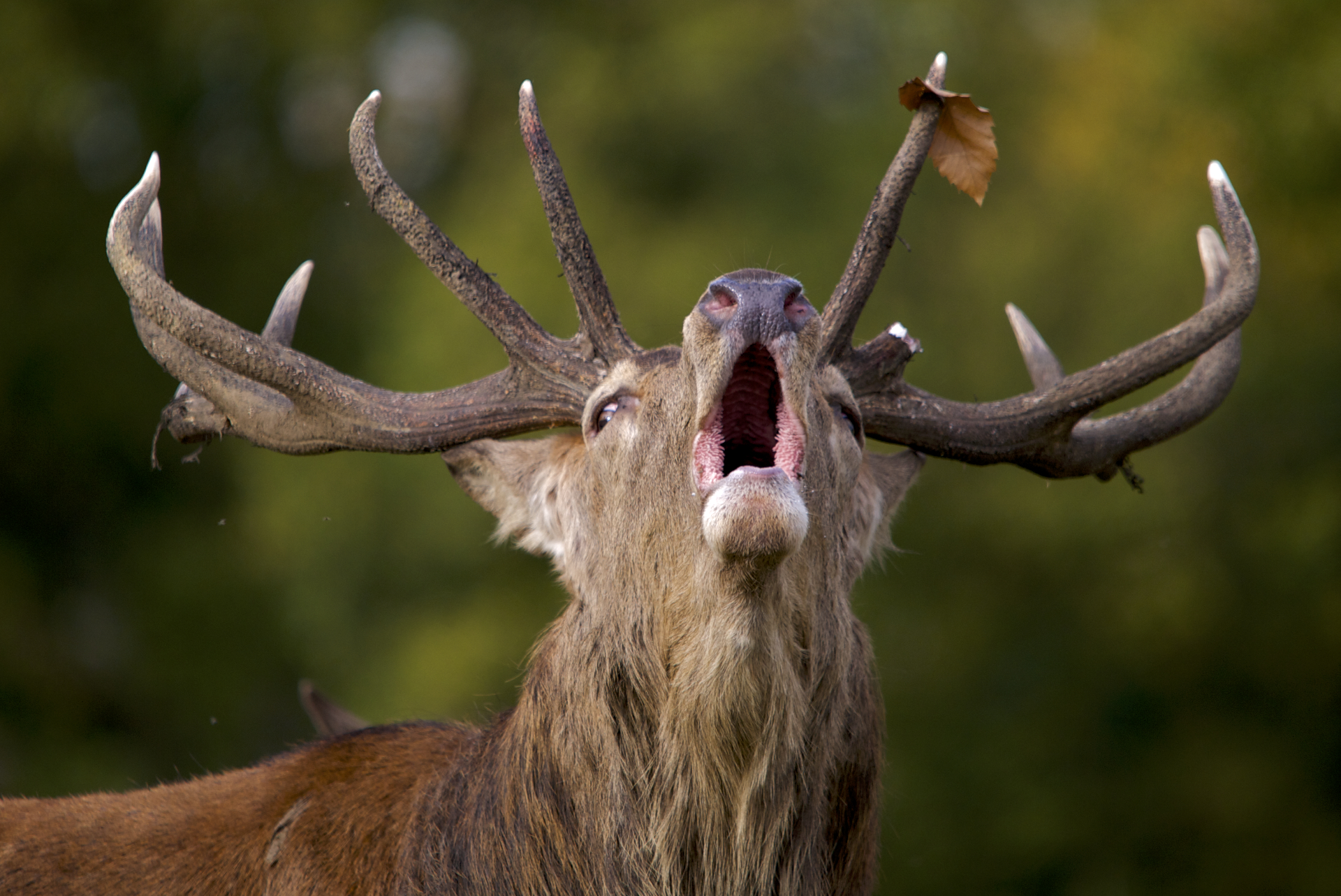
Cervus elaphus

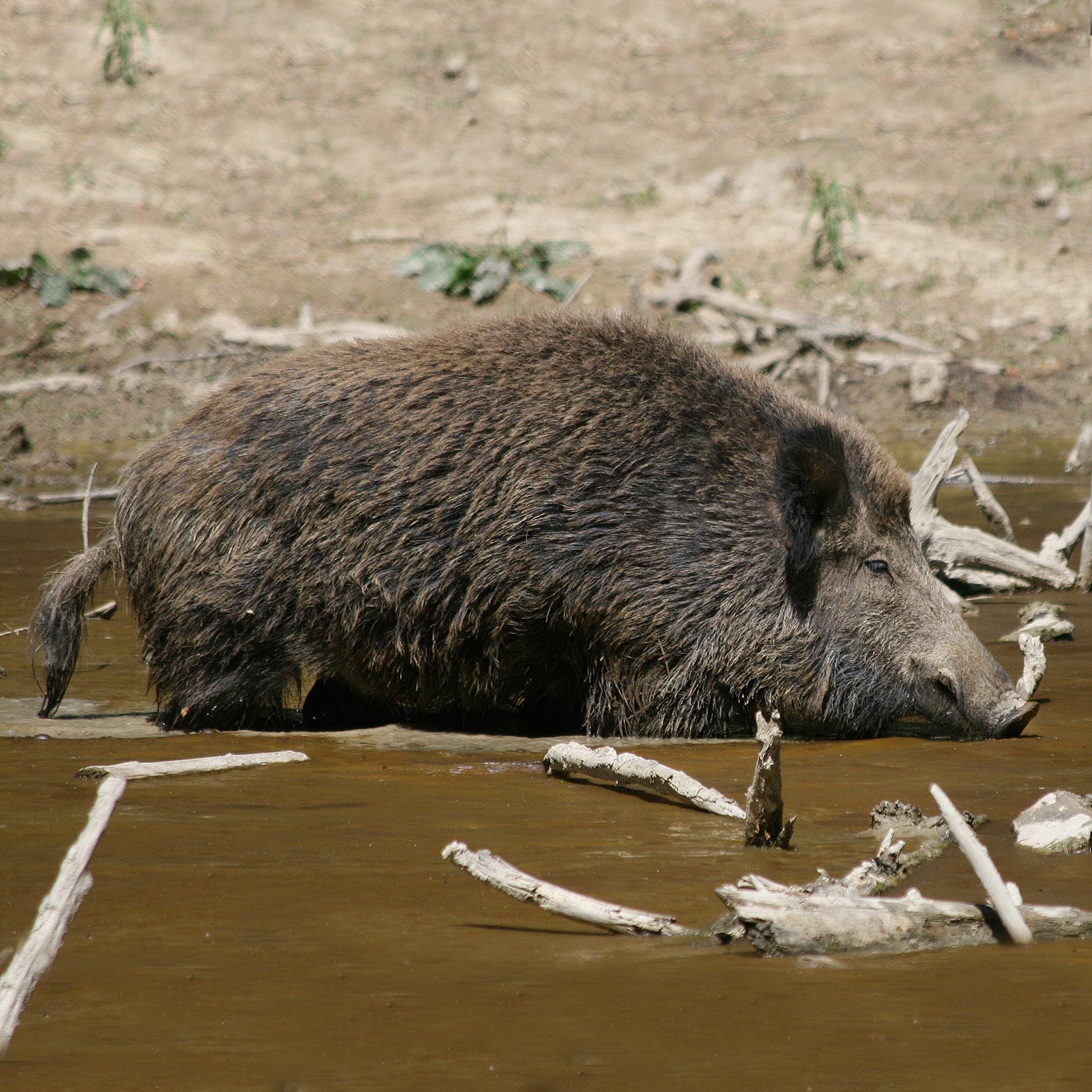
Sus scrofa

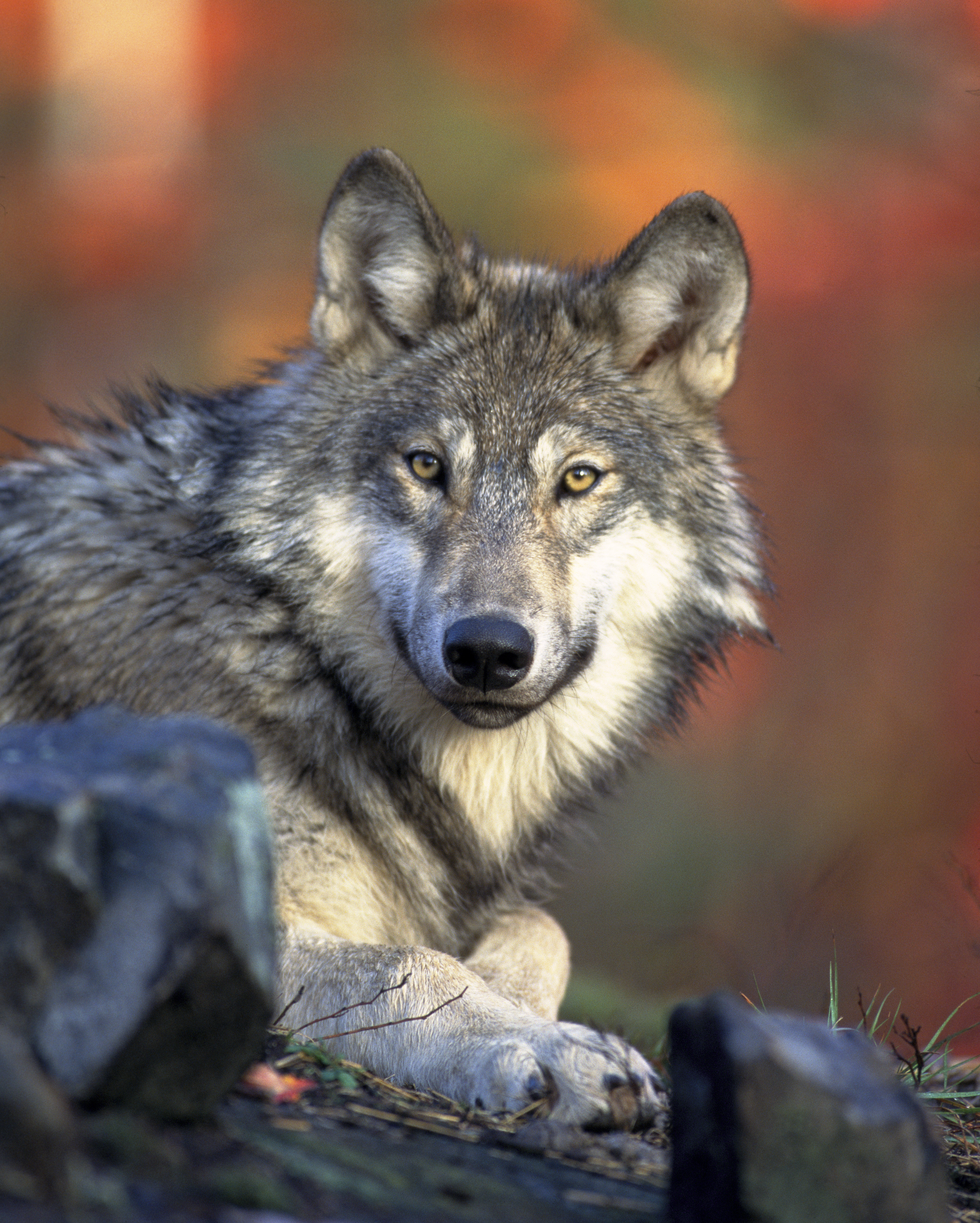
Canis lupus

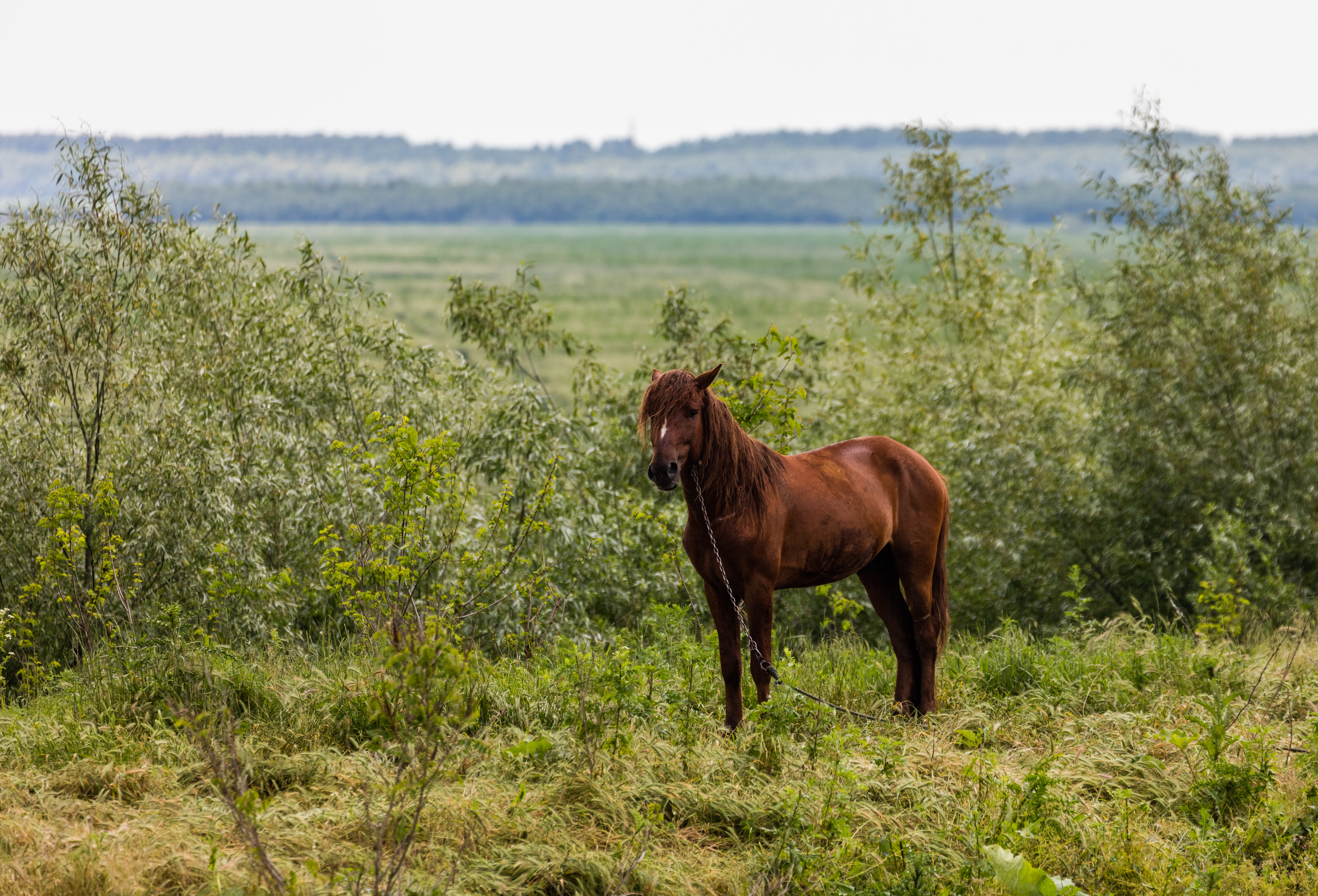
Equs ferus caballus

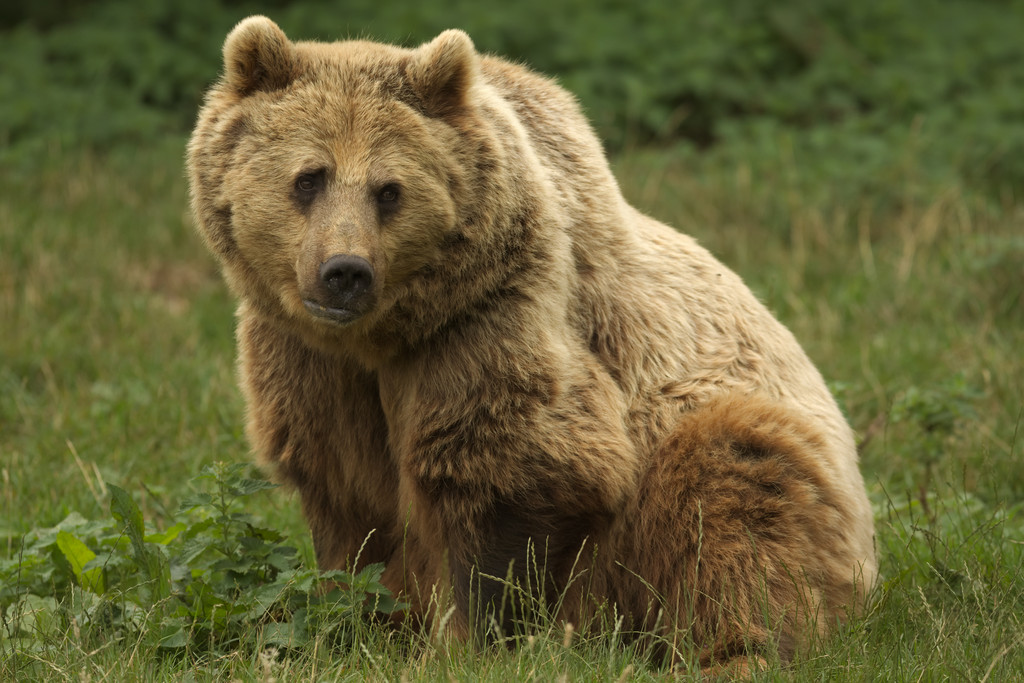
Ursus arctos

#### Animales salvajes de tamaño pequeño
También hay que mencionar a los animales pequeños que completan el registro, se han encontrado 2 especies de peces; la carpa (Cyprinus carpio) y el barbo (Barbus barbus), algunas aves sin identificar, y algunos mamíferos de pequeña escala, carnívoros como la marta (Martes martes ), el zorro (Vulpes vulpes), el tejón (Meles meles) o el gato (Felis silvestris catus), y algunos herbívoros como la ardilla roja (Sciurus vulgaris), la liebre (Lepus europaeus) o el castor (Castor fiber). Completan la fauna típica del holoceno y seguramente muchos de ello, en especial la liebre, que es la que cuenta con más ejemplares, hasta 30 en el Cucuteni B (Oleniuc, F., 2010).

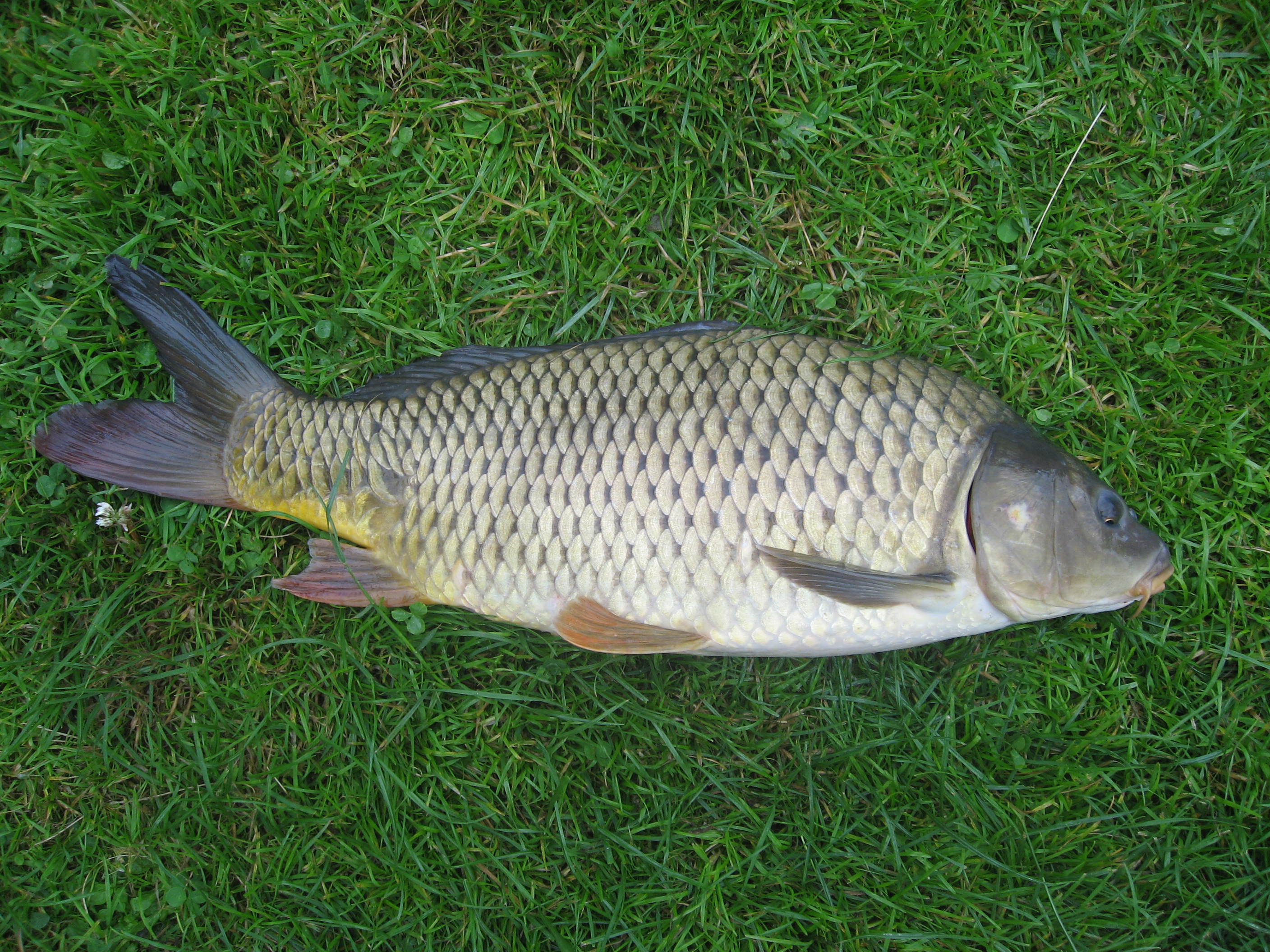
Cyprinus carpio

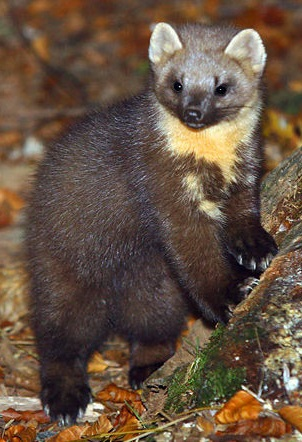
Marte martes

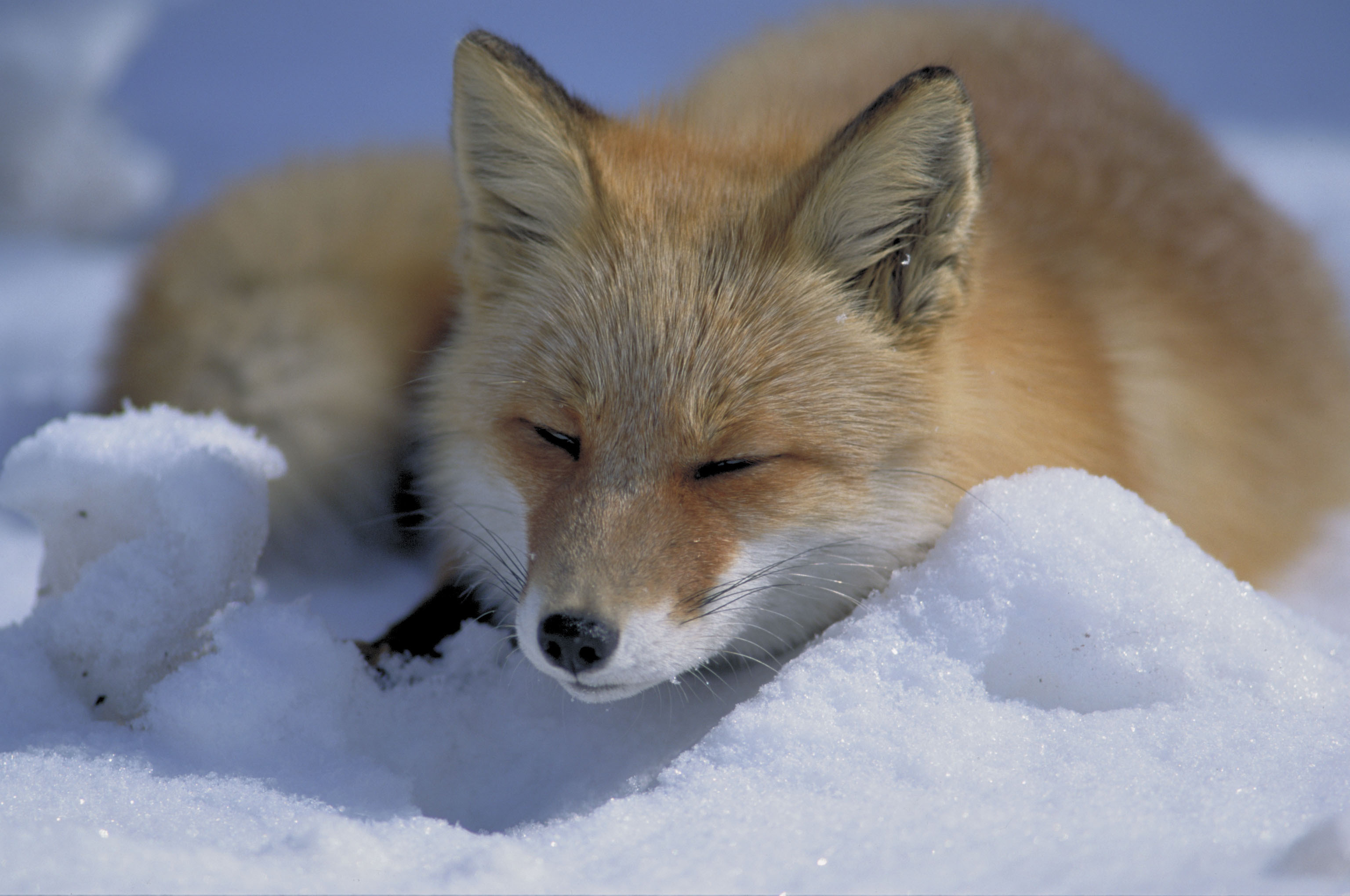
Vulpes vulpes

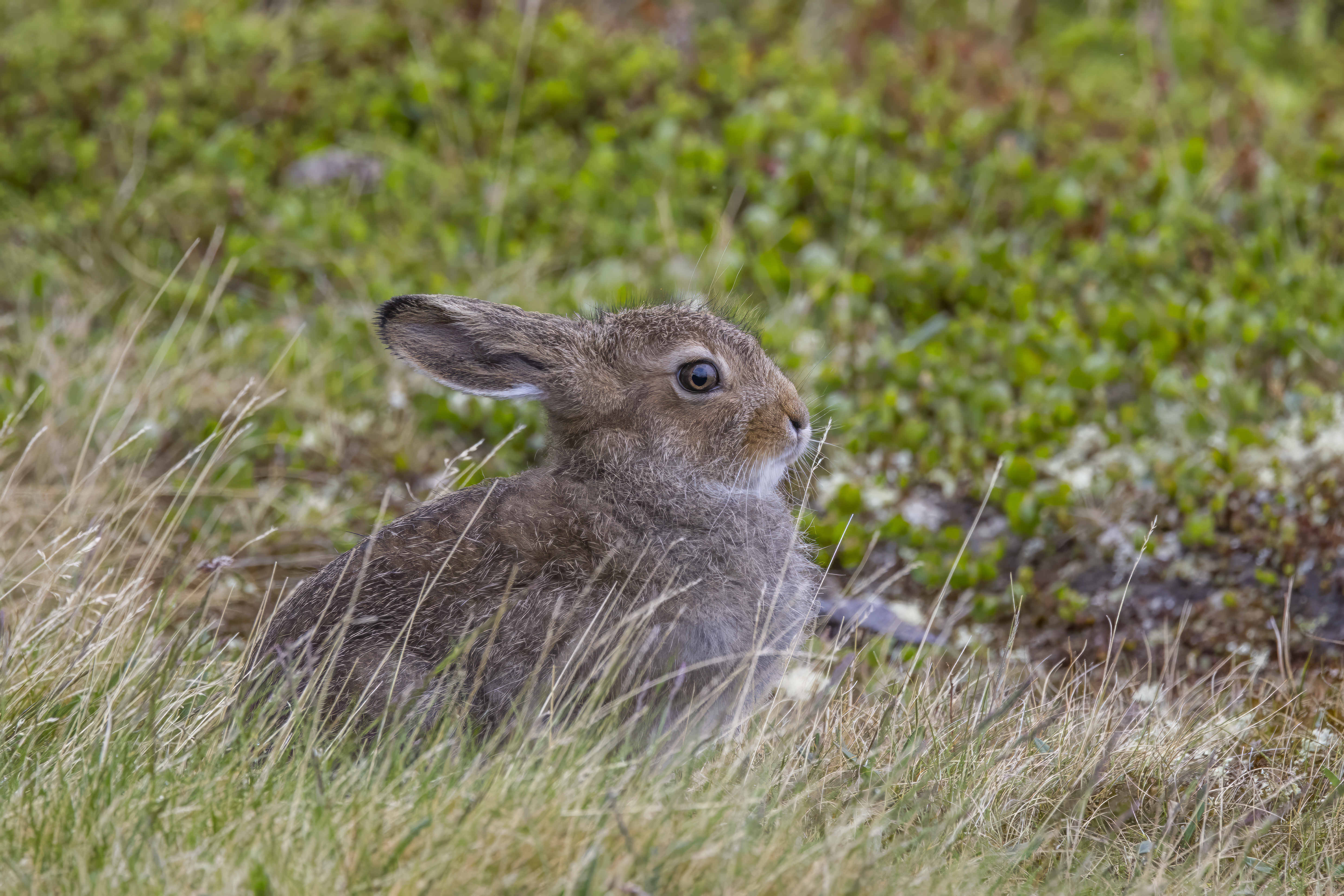
Lepus europaeus

#### Ausencia de megafauna
La ausencia de restos de megafauna como el rinoceronte lanudo, el mamut o el león de las cavernas  en Poduri-Dealul Ghindaru es característica de los yacimientos de esta época, y es que estos animales antaño muy presentes en los yacimientos europeos se extinguieron por completo tras el aumento de las temperaturas (Bejenaru, L., 2014).

### Flora

#### Plantas de origen doméstico
A nivel botánico sucede algo similar, y es que un gran porcentaje de las plantas que se han podido identificar en Poduri-Dealul Ghindaru son de origen doméstico, estas plantas cultivadas están representadas principalmente por cereales, aunque también están presentes legumbres y otras plantas. El número de especies es superior durante la fase A de Cucuteni un total de 15, a diferencia de la fase B de Cucuteni, donde solo se han identificado 6. Las comunidades cucutenianas de Poduri han cultivado varias especies de trigo. Sobre todo cabe destacar 2; Triticum dicoccum (ubicuidad: 53,19%) y Triticum aestivum (ubicuidad: 38,30%), que por su enorme porcentaje, son sin duda fundamentales para entender las dietas que tenían estas poblaciones (Monah & Monah, 2008).
La cebada (Hordeum vulgare) ocupa el primer puesto desde una perspectiva cuantitativa. Si la comparamos con las especies de trigo ya mencionadas, parece que la cebada se cultivó con una intensidad muy similar durante la primera fase del Cucuteni, sin embargo su presencia durante la fase B disminuye a sólo un 10 %, encontrándose únicamente en contextos rituales(Monah & Monah, 2008).
Se han identificado algunos restos de guisante (Pisum sativum) en los sedimentos arqueológicos . El cilantro (Coriandrum sativum) se ha descubierto en grandes cantidades. Llegando hasta al 20 % durante la fase B de Cucuteni. En cuanto a frutales, tan sólo se han identificado solo dos: el Ciruelo (Prunus domestica) y la vid (Vitis vinifera) (Monah y Monah, 2008).

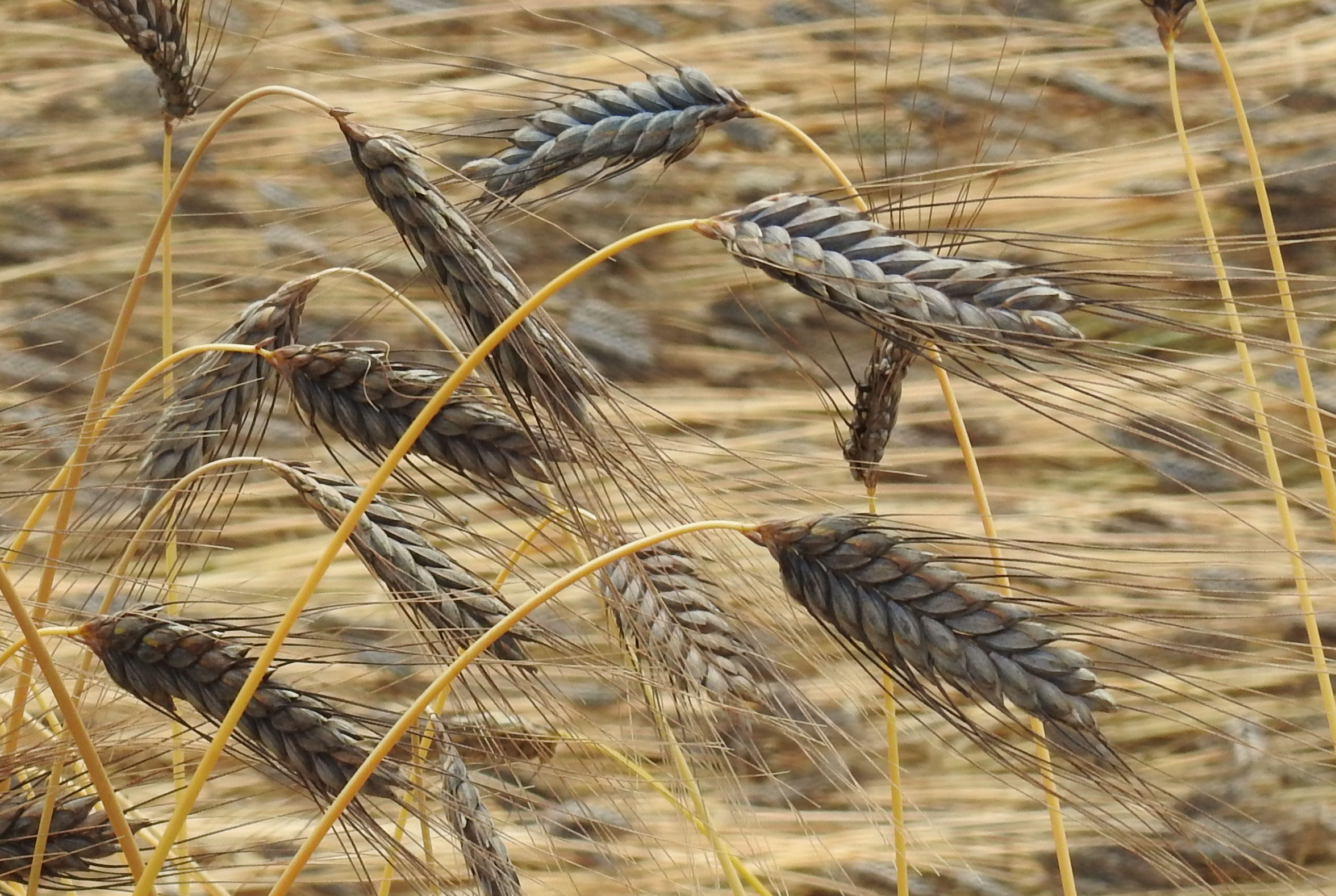
Triticum dicoccum

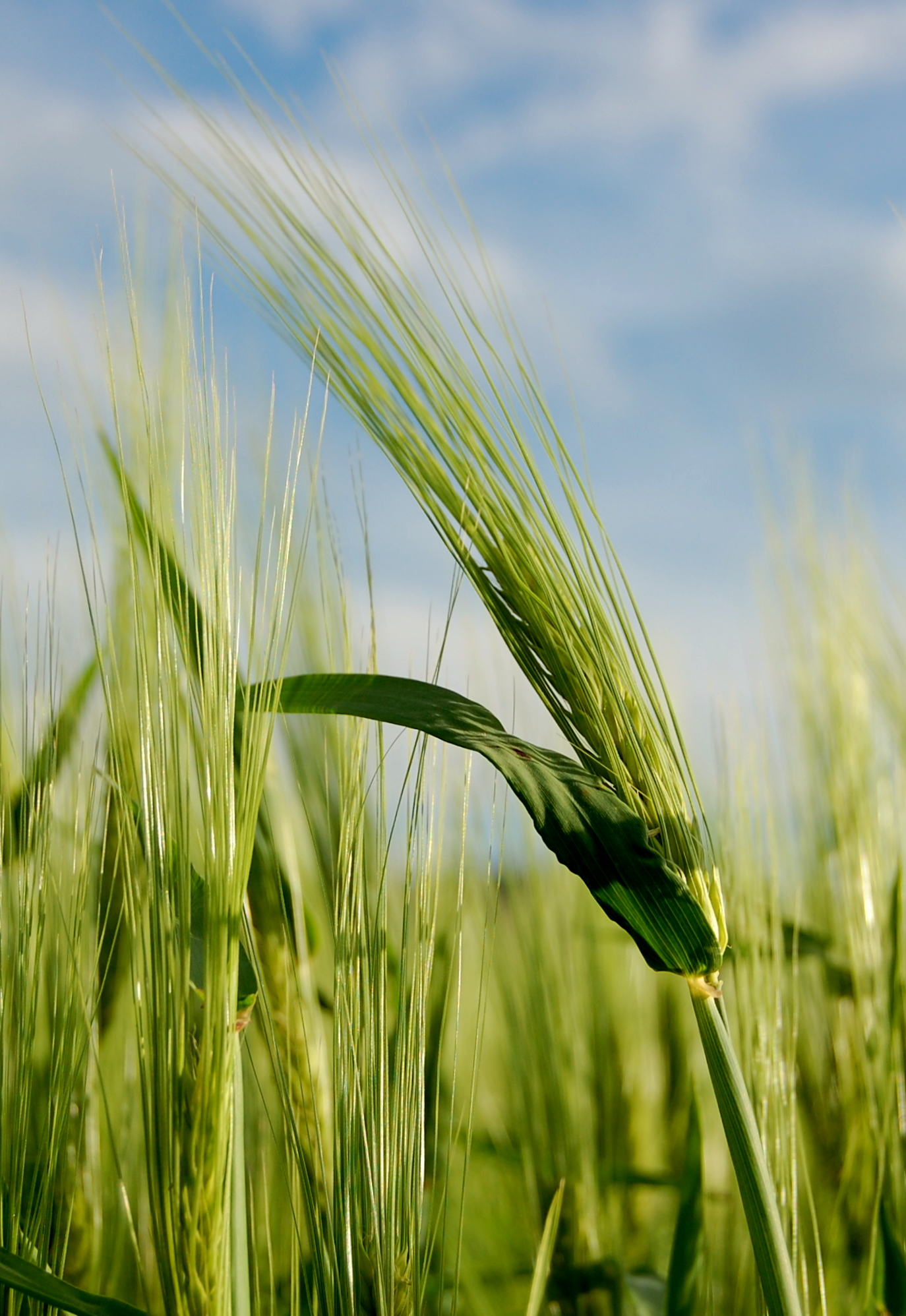
Hordeum vulgare

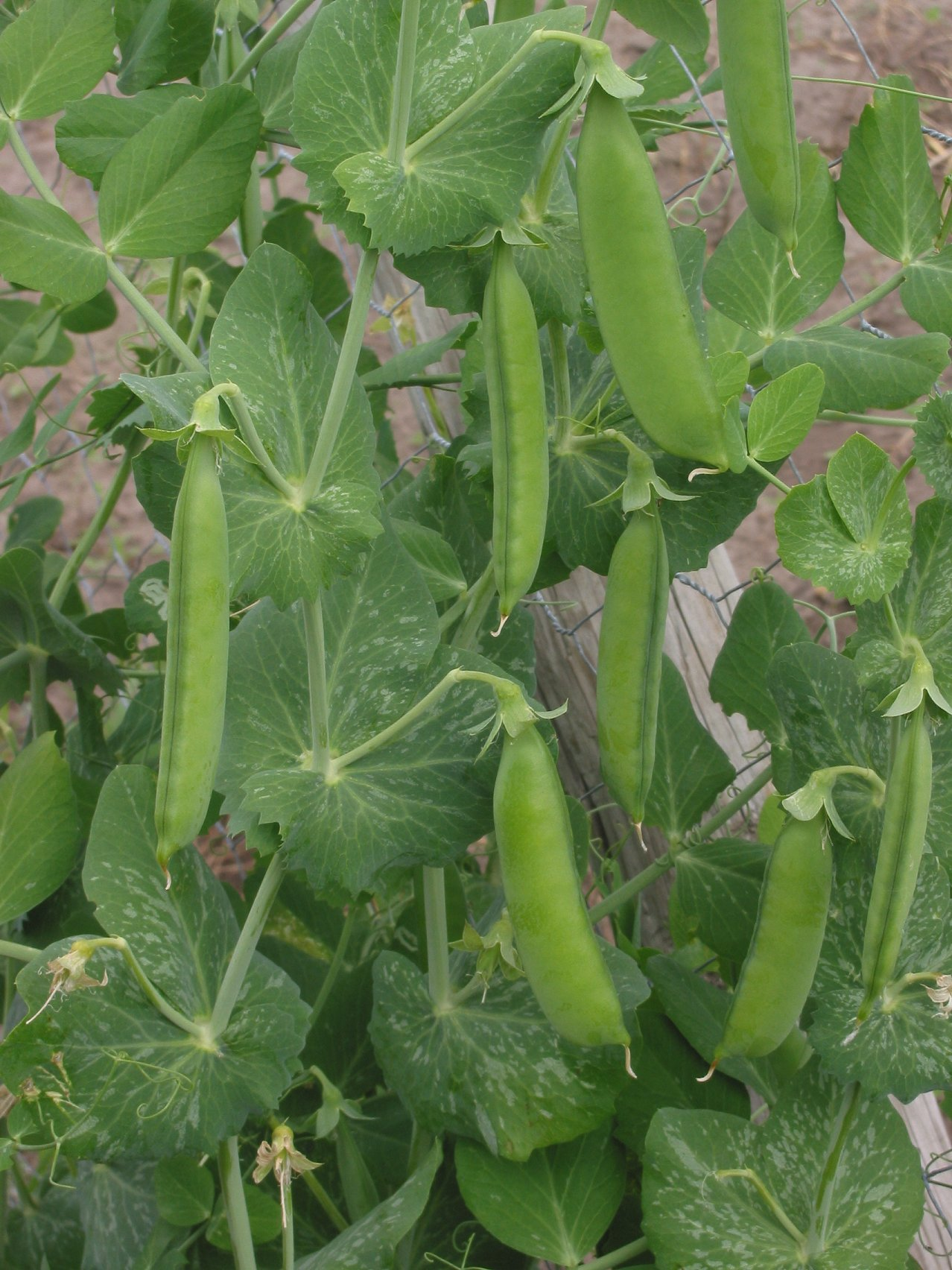
Pisum sativum

#### Plantas de origen silvestre
Sin embargo las plantas de origen silvestre nos otorgan información importante sobre la paleoecología de la zona, el número de especies que nos encontramos en el yacimiento es muy superior en la fase A de Cucuteni (17) que en la fase B de Cucuteni (3). En cuanto a las especies, la avena está presente . Se cree que la avena inicialmente era una maleza que invadía los cultivos de trigo  por esto es incluida entre las especies silvestres. Al este de los Cárpatos (espacio donde se ubica Poduri), la avena debió cultivarse durante la Edad del Hierro según los datos que tenemos (Cârciumaru, 1996).
Las plantas higrófilas como Polygonum hydropiper y Phragmites australis habrían crecido  en la llanura aluvial del río, no muy lejos del yacimiento. Pruebas de la presencia de Phragmites australis en la arcilla del suelo de una vivienda perteneciente a la fase Cucuteni A demuestran que quizás era consumida con cierta regularidad, y es que la planta es completamente comestible. Aunque, teniendo cierta precaución y, a falta de evidencia que lo respalde,solo podemos afirmar que la planta se utilizó para la construcción de techos (Monah & Monah, 2008). 
El análisis de polen  nos indica no sólo la presencia de taxones esteparios, Artemisia, Plantago, Poaceae, Chenopodiaceae, Caryophyllaceae, sino también la existencia de especies características de bosques caducifolios con Quercus, Fraxinus, Ulmus y Tilia. Los valores de polen herbáceo nos indican que alrededor del yacimiento de Poduri había un ambiente abierto, además, los porcentajes de polen arbóreo pueden indicar que un bosque latifolio estaba bastante cercano del yacimiento. Existe una ligera diferencia en el paisaje que detectamos gracias a la evolución de los datos de polen entre Cucuteni A y B, con un aumento de la masa forestal y la consiguiente reducción de los espacios abiertos durante la fase Cucuteni B. También es importante mencionar la presencia de polen de cereales en siete muestras. Así como la presencia de polen de plantas ruderales (Danu M. & Bodi G., 2010).

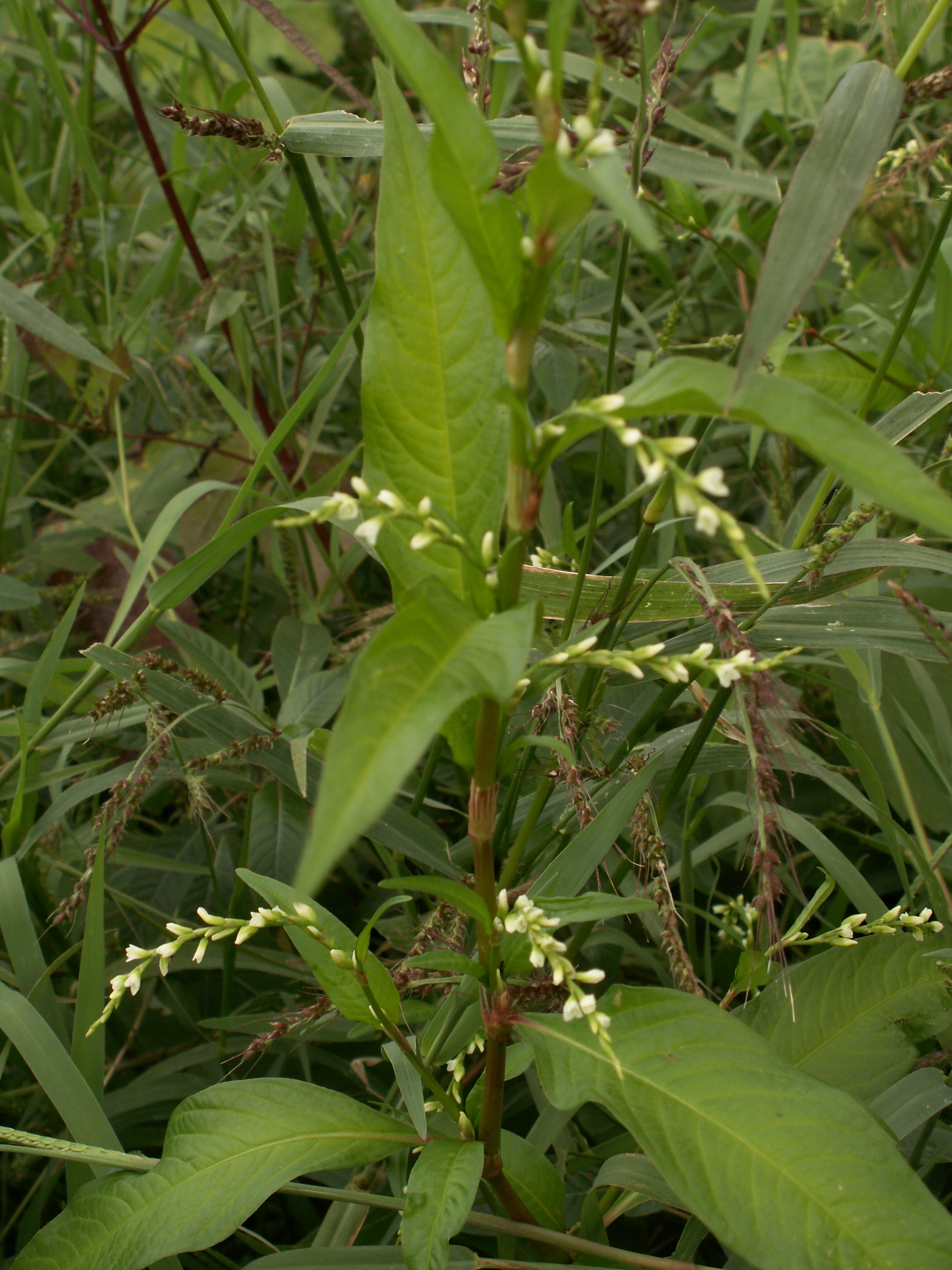
Polygonum hydropiper

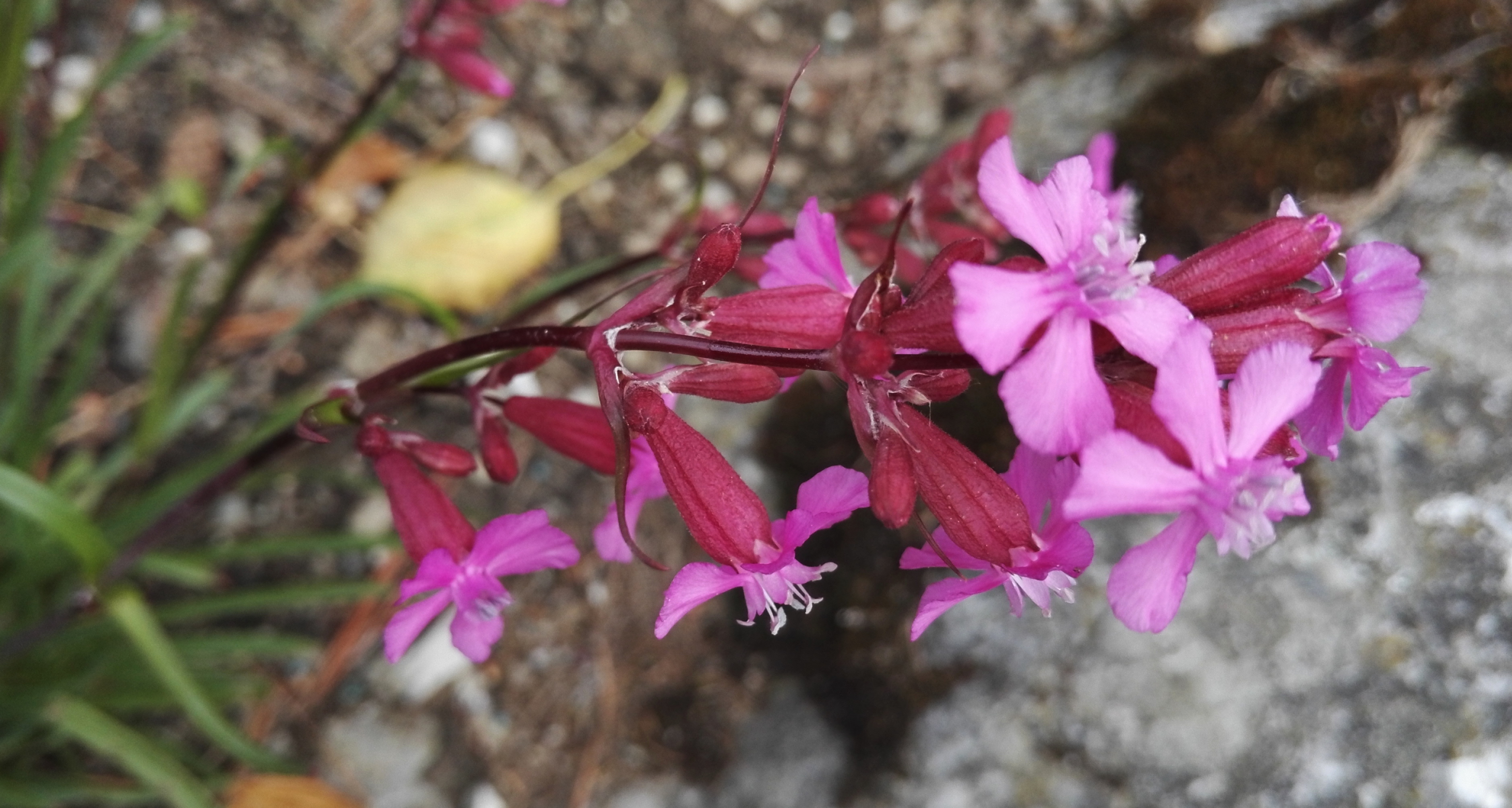
Caryophyllaceae

### Paleoambiente
El resumen es que, tanto los restos de la fauna, como los de la flora del lugar, como los análisis carpológicos, la presencia de domesticación (plantas y animales) y los análisis climatológicos que se han podido hacer de Poduri-Dealul Ghindaru nos indican un paleoambiente típico de la Europa oriental del holoceno, con temperaturas ascendentes en el largo plazo, la presencia de especies más similares a las actuales que a las del pleistoceno, así como el inicio de la huella humana en el medio ambiente a través de la ganadería y la agricultura, que en el yacimiento se puede observar como va aumentando con el paso del tiempo como es propio de la era neolítica, y que supuso el inicio del gran aumento del impacto del ser humano en los ecosistemas (Bejenaru, L., Bodi, G., Stanc, S., & Danu, M., 2018).

## Hallazgos del yacimiento de Poduri-Dealul Ghindaru

### Restos de Viviendas:
Este yacimiento consiste en unos restos de varias viviendas rectangulares hechas de madera y barro y se encuentran organizadas en círculos concéntricos alrededor de un espacio central. Esto indica que tenían una planificación comunitaria avanzada (Danu, M., Bodi, G., 2010).

### Arte mueble:
El yacimiento fue ocupado por la cultura Cucuteni, algunas de las muestras de estas ocupaciones se encuentran en el arte mueble del yacimiento:

#### Figurillas antropomorfas y tronos
En este yacimiento se ha descubierto un jarrón de grandes dimensiones, pajitas de cereales, 21 figuras femeninas, 13 tronos y otros dos pequeños objetos de culto. De las diversas estatuillas de mujeres, en las cuáles se marcan demasiado sus atributos de género, llama la atención una figurilla que se encuentra sentada, con la cabeza y el busto inclinados hacia atrás. Debido a su dimensión y modelo, se piensa que representa a un personaje importante del grupo. Otra estatuilla de ojos alargados verticalmente y con una boca pequeña, contiene una corona. Hay tres ejemplares de miniaturas que contienen pintura corroída, lo que indica que en el momento de fabricación eran pintadas. Los tronos, tan diferentes en forma y dimensiones, estaban confeccionados especialmente para una determinada estatuilla (Monah, Dumitroaia & Monah, 2003).

#### Cerámica decorada.
Se encontraron vasijas con motivos espirales, diseños geométricos complejos curvas sinuosas y figuras zoomorfas, pintadas en color rojo, blanco y negro que son muy típicos de la cultura Cucuteni-Trypoliana (Monah, Dumitroaia & Monah, 2003).

#### Jarrones y cajas de arcilla con semillas de cereales.
La vivienda no. 31 de esta excavación parece ser utilizada para el depósito de grandes cantidades de cereales. Estas se depositaban en grandes jarrones y en cajas de arcilla con una capacidad de un metro cúbico. En una de las cajas se ha observado la separación de las semillas según sus dimensiones. Nos parece que se trata de preocuparse de seleccionar las semillas. La "maqueta" de Poduri tenía un carácter de culto, probablemente allí se guardaba una cantidad de semillas que, después de ceremonias rituales, a estas semillas se les investían fuerzas mágicas y se mezclaban en lotes más grandes de cereales que posteriormente eran sembrados. La pieza de Poduri presenta algunas analogías con ejemplares fechados en la fase Gumelnitsa A1, lo que nos permite la afirmación de un sincronismo Precucuteni  clásico con Gumelnitsa A1 (Monah, Dumitroaia & Monah, 2003).

### Industria lítica y ósea:
En Poduri-Dealul Ghindaru se ha descubierto una variedad notoria de herramientas fabricadas en piedra y hueso, que son esenciales para la actividad cotidiana, para la subsistencia de los pueblos calcolíticos y la producción artesanal. A su vez, estos restos demuestran la existencia de una economía mixta y diversificada basada en la agricultura, la caza, la ganadería y el trabajo textil, del cuero y de la madera, también se puede llegar a suponer la existencia de una clara división del trabajo (Monah, D. & Cucos, Ș., 1985).

#### Herramientas líticas
Se encontraron hojas y láminas de sílex, con bordes afilados y con retoque lateral, algunas incluso tendrían microrretoques que indica la existencia de una reutilización. El uso de estas hojas de sílex sería para abrir animales, trabajar con el cuero y para cortar vegetales (Lázár et al., 2018).
También se han hallado hachas y azuelas fabricadas en piedra pulida y con un mango de madera. Estas herramientas eran necesarias para la tala de árboles, la carpintería, la construcción de edificios y la fabricación de muebles (Dumitroaia, 2012).
Por último también se han hallado piedras de moler y morteros de granito que confirman el procesamiento de las semillas de cebada y trigo para la fabricación de alimentos. Además hay restos de puntas de flecha triangulares y de forma foliácea que indica que aún se seguía cazando, mayoritariamente ciervos y jabalíes. Esta caza debía de ser para complementar la dieta que está basada principalmente en la agricultura de cereales (Monah & Cucos, 1985). 

#### Herramientas óseas
Se han hallado punzones y agujas de hueso ovicaprino, estas tienen unas ciertas estrías lo que indica que han tenido trabajo con el cuero (Bem, 2007).
Por último, hay algunos huesos grabados con motivos geométricos que indican un uso ceremonial, estos tienen una gran semejanza a otros restos hallados en Izvoare, Moldavia (Lázár, 2016).